# 팔라웅어파
팔라웅어파(Palaungic)은 오스트로아시아어족의 한 분파이다.

## 분류
팔라웅어파는 적어도 3개의 분파를 포함하나 일부 언어들의 위치는 아직 불명확하다. 예컨대 라메트어의 경우 독자적 분파로 분류되기도 한다. 다음은 Diffloth & Zide (1992)에 의해 제시되고 Sidwell (2009:131)에 의해 인용된 분류에 기반한다.
- 서부
  - 팔라웅어
  - 리앙어
  - 다나우어?
- 동부
  - 앙쿠어군
  - 라메트어군
    - 라메트어
    - 키오르어

  - 와어군
    - 블랑어
    - 라와어
    - 와어

일부 연구자들은 망어를 파칸어파와 함께 묶는 대신 팔라웅어파에 분류한다.

## 같이 보기
- 따앙족
- 와족